# Кулишев, Олег Фёдорович
Кулишев Олег Фёдорович (21 октября 1928 года, Москва — 4 марта 2002 года, Москва) — советский военачальник, генерал-полковник (28.10.1976).

## Биография
Сын военнослужащего, будущего генерал-лейтенанта Ф. Д. Кулишева.
На военной службе в Советской армии с 1946 года. Окончил Тамбовское пехотное училище в 1947 году. Командовал взводом, ротой в Сухопутных войсках СССР.
Окончил Военную академию имени М. В. Фрунзе в 1956 году. С 1956 года — командир батальона 119-го гвардейского парашютно-десантного полка 7-й гвардейской воздушно-десантной дивизии, затем заместитель командира этого полка (г. Капсукас, Литовская ССР). С 1962 года — командир 137-го гвардейского парашютно-десантного полка 106-й гвардейской воздушно-десантной дивизии (Рязань).
Окончил Военную академию Генерального штаба Вооруженных Сил СССР в 1968 году. С июля 1968 года — начальник Рязанского высшего воздушно-десантного командного училища имени Ленинского комсомола. С июня 1970 года — командир 7-й гвардейской воздушно-десантной дивизии.
С января 1973 года вновь служил в Сухопутных войсках, командир 28-го армейского корпуса в Центральной группе войск (Чехословакия). С апреля 1974 года — командующий 6-й армией Ленинградского военного округа (штаб армии — в Петрозаводске). С 26 июня 1975 года — командующий войсками Северной группы войск (Польша). С февраля 1978 года — командующий войсками Закавказского военного округа. С августа 1983 года — первый заместитель Главного инспектора Министерства обороны СССР. С октября 1988 года — в запасе.
Жил в Москве. Работал первым заместителем председателя Советского комитета ветеранов войны.
Член КПСС в 1951—1991 годах. Депутат Верховного Совета СССР 9-10 созывов (1974—1984).
Похоронен в Москве на Троекуровском кладбище.

## Высшие воинские звания
- генерал-майор (29.04.1970)
- генерал-лейтенант (25.04.1975)
- генерал-полковник (28.10.1976)

## Награды
- орден «За военные заслуги» (Российская Федерация)
- орден Октябрьской Революции
- два ордена Красного Знамени
- орден Красной Звезды
- ордена «За службу Родине в Вооружённых Силах СССР» 2-й и 3-й степеней
- медали

## Отзывы
В 1978 году прибыл новый командующий вместо П. В. Мельникова — десантник, генерал-полковник Олег Фёдорович Кулишев. Немногословный, четкий и пунктуальный — человек-часы. Совещания проводил за 15-20 минут. При этом укладывал перед собой часы и на доклад давал три минуты. Не уложился — садись и работай над собой. А ранее сидели по полтора два часа.— Рогожкин О. Б. По минному полю жизни. Одесса: Издательство «Барбашин», 2010, — 336 с.: илл. - ISBN 966-8871-21-9. - С.145.

## Сочинения
- Кулишев О. Ф. Совершенствование способов ведения войсковой разведки в послевоенный период // Военно-исторический журнал. — 1980. — № 6. — С. 31—36.